# ATL Lantbrukets Affärstidning
ATL Lantbrukets Affärstidning är en svensk rikstäckande facktidning för lantbrukare som kommer ut en gång per vecka, på torsdagar. Tidningen ägs av LRF Media och grundades 1884. ATL stod då för Annonsblad till Tidskrift för Lantmän. Chefredaktör och ansvarig utgivare är Lilian Almroth. Redaktionen finns i Stockholm med medarbetare i hela landet. Politisk redaktör är Anders Gustafsson. Tidningens ledarsida har beteckningen partipolitiskt obunden.
2022 nominerades ATL till Tidskriftspriset i klassen Årets tidskrift Fackpress av Sveriges tidskrifters jury. 
ATL driver även nyhetssajten ATL.nu som uppdateras med de senaste nyheterna inom jord, skog och entreprenad dygnet runt. 2019 nominerades ATL.nu till  Tidskriftspriset 2019 i kategorin Årets Digitala Tidskrift Fackpress.